# Yuxian
Yuxian (em chinês: 毓賢; em manchu:ᠶᡡᠰᡳᠶᠠᠨ; Mulinder: Yū Siyan; 1842– 22 de janeiro de 1901) foi um alto oficial manchu da Dinastia Qing que desempenhou um papel importante no violento Levante dos Boxers anti-estrangeiros e anticristãos, que se desenrolou no norte da China entre o outono de 1899 e 1901. Ele era um funcionário local que passou rapidamente de prefeito de Caozhou (no indisciplinado sudoeste de Shandong) a comissário judicial e, eventualmente, governador da província de Shandong. Demitido do cargo devido à pressão externa, logo foi nomeado governador da província de Shanxi. No auge da crise dos Boxers, quando os exércitos aliados invadiram a China em julho de 1900, ele convidou um grupo de 45 cristãos e missionários americanos para a capital da província, Taiyuan, dizendo que os protegeria dos Boxers. Em vez disso, todos foram mortos. Os estrangeiros, culpando Yuxian pelo que chamaram de Massacre de Taiyuan, rotularam-no de "Açougueiro de Shan-hsi [Shanxi]".  
Depois que os exércitos aliados assumiram o controle do norte da China, Yuxian foi responsabilizado por autoridades estrangeiras e chinesas por ter encorajado os Boxers e, por insistência deles, foi decapitado. Os historiadores mostraram agora que embora Yuxian fosse fortemente resistente à influência estrangeira, ele estava de fato ativamente envolvido na supressão de grupos Boxers em 1895-96 e 1899, mas que sua estratégia de matar líderes Boxers sem processar seus seguidores falhou no final de 1899, quando os Boxers mudaram de natureza e seus líderes executados puderam ser facilmente substituídos por novos. Eles também sugerem que os cristãos em Taiyuan foram mortos pela violência da multidão, e não por ordem de Yuxian. Por causa de seus atos, ele foi executado em 1901.

## Carreira oficial
Yuxian era um Manchu cuja família estava registrada no Estandarte Amarelo Bordado, um dos Oito Estandartes. Seu pai serviu em cargos governamentais menores em Guangdong. Em vez de passar no concurso público, Yuxian adquiriu um diploma que o qualificou para servir como funcionário público.  Embora tenha comprado um cargo de prefeito na província de Shandong em 1879, somente em 1889 ele começou a servir em Caozhou, uma prefeitura rebelde no sudoeste de Shandong que era propensa a inundações e assolada por bandidos.  A saída das tropas locais para a frente da Guerra Sino-Japonesa em 1894 levou a um aumento acentuado do banditismo na área.  Yuxian conseguiu manter os bandidos sob controle com a ajuda de grupos locais de autodefesa como a recém-fundada Sociedade das Grandes Espadas.  Tendo desenvolvido uma reputação de administração eficiente, em 1895 foi promovido ao posto de intendente de circuito (daotai 道臺), com diversas prefeituras sob sua jurisdição. 
Impulsionada pelo apoio do governo, a Sociedade das Grandes Espadas cresceu dramaticamente e começou a entrar em conflito com os chineses que haviam recentemente se convertido ao cristianismo.  Em 1896, eclodiu uma disputa de terras entre duas linhagens no norte de Jiangsu. Uma linhagem convertida ao catolicismo – Jesuítas franceses chegaram à área em 1890 – enquanto a outra linhagem pedia a ajuda das Grandes Espadas de Caozhou.  Quando as Grandes Espadas se tornaram violentas, Yuxian, que recentemente se tornara comissário judicial de Shandong (anchashi 按察使), foi encarregado de suprimi-los. Ele fez com que seu líder, Liu Shiduan, e seu principal tenente fossem presos e decapitados, pondo fim à atividade das Grandes Espadas no sul de Shandong. 
Em novembro de 1897, um grupo de homens armados atacou missionários católicos alemães. Após os ataques, o governo alemão pediu ao governo Qing que removesse muitos funcionários de Shandong do seu posto (incluindo o governador Li Bingheng) e construísse três igrejas católicas na área (em Jining, Caozhou, e Juye) às suas próprias custas.  Yuxian criou uma linha de defesa para dizer que os missionários foram mortos por ladrões. Este ataque, conhecido como incidente Juye, desencadeou uma “corrida por concessões”, na qual potências estrangeiras obtiveram concessões e esferas de influência exclusivas em várias partes da China. 
Em junho de 1898, Yuxian apoiou o projeto Zhang Rumei do governador de Shandong de integração dos boxeadores do condado de Guan, local de mais confrontos entre cristãos chineses e grupos locais de autodefesa, em milícias locais que ajudariam a suprimir o banditismo e mediar conflitos entre moradores locais e cristãos chineses. 
Em 1898, Yuxian tornou-se vice-governador de Shandong (buzengshi 布政使), o segundo funcionário com melhor classificação na província. Depois de servir nas províncias de Hunan e Jiangsu por alguns meses, ele retornou a Shandong em março de 1899 para servir como governador provincial. 
Em meados de outubro de 1899, um bando de homens armados que se autodenominava "Milícia Unida pela Justiça" – conhecidos em inglês como "Boxers" – entrou em confronto com as tropas do governo Qing na Batalha do Templo de Senluo. Em dezembro, Yuxian prendeu e executou líderes boxeadores, mas a política de eliminar os líderes e dispersar os seguidores mostrou-se ineficaz porque o movimento boxeador era bastante diferente em estrutura da Sociedade das Grandes Espadas que Yuxian enfrentou no sul de Shandong. As potências estrangeiras culparam Yuxian pela contínua violência dos Boxers contra os cristãos chineses, até 6 de dezembro de 1899, quando o peso dos protestos convenceu o tribunal a remover Yuxian do seu posto.  Ele foi substituído como governador de Shandong por Yuan Shikai, que era ferozmente anti-boxeador e liderou seu exército moderno em Shandong. Yuxian voltou para Pequim. A sua presença ali no início de Janeiro coincidiu com um decreto imperial datado de 11 de Janeiro de 1900 que permitia aos Boxers juntarem-se a organizações de autodefesa, desde que não infringissem a lei, um movimento que as potências estrangeiras interpretaram como uma tolerância às actividades dos Boxers. 

## Levante dos Boxers
Em meados de março de 1900, Yuxian foi nomeado governador da província de Shanxi. As potências ocidentais protestaram contra a sua nomeação, mas em vão.  A declaração de guerra Qing às potências estrangeiras em 21 de junho daquele ano permitiu que o movimento Boxer se expandisse livremente de Shandong para o norte da China. Em parte sob o incentivo de Yuxian, em Shanxi, que tinha visto pouca atividade dos Boxers até então, milhares de pessoas apoiaram os Boxers ou juntaram-se às suas fileiras. Em 27 de junho, uma igreja inglesa em Taiyuan foi sitiada e incendiada. No confronto que se seguiu, vários ocidentais morreram queimados e dezenas de chineses foram mortos pelo fogo ou pelas armas de fogo dos missionários.  Yuxian ordenou que os cristãos chineses parassem de se associar com estrangeiros e tentou manter Taiyuan (a capital de Shanxi) e seus arredores estáveis diante do aumento da ilegalidade e dos rumores de que os cristãos iriam contra-atacar a partir das fortalezas nas montanhas onde encontraram refúgio.  Ele também mobilizou novas tropas e preparou milícias locais para defesa contra estes ataques esperados. 
Os acontecimentos que se seguiram são difíceis de documentar, porque, ao contrário do Cerco às Legações Internacionais em Pequim, no Verão de 1900, nenhum ocidental sobreviveu para os contar e até alguns dos registos oficiais foram claramente alterados.  O relato habitual afirma que Yuxian chamou 18 missionários ocidentais e suas famílias – um total de 44 ou 45 pessoas, incluindo mulheres e crianças – para Taiyuan sob o falso pretexto de protegê-los, e que ele executou todos eles em 9 de julho no complexo do governo provincial.  Ver, por exemplo Esherick 1987, p. 304 , Brandt 1994, pp. 229–233 , e Cohen 1997, p. 51 . Este relato de longa data do "massacre de Taiyuan" baseia-se num documento detalhado publicado pela primeira vez em 29 de abril de 1941, que supostamente foi escrito por uma testemunha ocular: um convertido chinês chamado Yong Zheng.  O historiador Roger R. Thompson questionou este documento porque ele apareceu nove meses após os eventos, contém uma quantidade incomum de detalhes sobre o destino individual de cada vítima e é semelhante em estilo e detalhes ao Livro dos Mártires de Foxe, um livro que foi altamente influente nos círculos evangélicos britânicos da época.  Usando documentos oficiais chineses e relatos missionários escritos entre junho e setembro de 1900, ele conclui que o "peso das evidências" indica que os missionários foram mortos por uma multidão violenta e não por ordem de Yuxian. 
Cerca de 130 estrangeiros e 2.000 cristãos chineses morreram em Shanxi durante a revolta dos Boxers, em parte devido ao apoio do governo. 
Yuxian recebeu o comboio imperial em Taiyuan durante várias semanas depois de este ter fugido de Pequim em  Somente em novembro de 1900 ele foi destituído do cargo. 
Além de impor pesadas indenizações ao governo Qing, o Protocolo Boxer assinado em 7 de setembro de 1901 determinou que Yuxian fosse decapitado por seu papel no assassinato de missionários estrangeiros durante a rebelião. 

## Legado
Após a notícia de que Yuxian presidiu a execução de 44 missionários em Taiyuan, os estrangeiros retrataram Yuxian como um "vilão profundamente demonizado".  Já em 1902, por exemplo, alguns estrangeiros alegaram que Yuxian havia "iniciado oficialmente a organização Boxer". 